# Jules Vertessen
Julius Henricus (Juul of Jules) Vertessen (Diest, 5 mei 1901 - Antwerpen, 9 februari 1984) was een Belgisch advocaat, docent en Vlaams-nationalistisch politicus voor de KVV en vervolgens het VNV.

## Levensloop
Vertessen liep school aan het Sint-Jan Berchmanscollege te Diest. In 1925 promoveerde hij tot doctor in de rechten aan de Leuvense Hogeschool. Daarnaast verkreeg hij in 1930 zijn licentiaatsdiploma in de sociale en politieke wetenschappen. Van beroep was hij advocaat, alsook leraar aan de Sociale Hogescholen van Leuven en Brussel.
Aanvankelijk was Vertessen aangesloten bij de KVV, omstreeks 1938 maakte hij de overstap naar het VNV.  Bij de gemeenteraadsverkiezingen van 1938 stond hij als uittredend gemeenteraadslid op de derde plaats van de kieslijst 'Volksblok', een concentratielijst tussen het VNV en Rex. Ook was hij in 1939 kandidaat (3e plaats) voor de Kamer van Volksvertegenwoordigers op de kieslijst van het VNV in het kiesarrondissement Leuven. Later werd hij voor deze partij gewestleider. In mei 1941 werd hij aangesteld als oorlogsburgemeester te Diest. Hij volgde in deze hoedanigheid Eggen op die in de hoedanigheid van dienstdoend burgemeester de in 1940 overleden Egide Alenus verving. Na de bevrijding werd Vertessen opgevolgd door Fernand Hermans.
Na de oorlog, in februari 1946, werd Vertessen voor de Krijgsraad van Leuven gebracht. Hij werd onder andere beschuldigd van verklikking en collaboratie. Vertessen werd - onder meer omwille van zijn betrokkenheid bij de tragedie van Molenbeek-Wersbeek - veroordeeld tot de doodstraf. Een strafmaat die ook na beroep bij het Krijgshof van Brussel in juli 1947 werd aangehouden. Wel kreeg hij genade.